# Amphiscolops gemelliporus
Amphiscolops gemelliporus är en plattmaskart som beskrevs av Ernst Marcus 1954. Amphiscolops gemelliporus ingår i släktet Amphiscolops och familjen Convolutidae. Inga underarter finns listade i Catalogue of Life.